# Carl Fredrik Kolderup

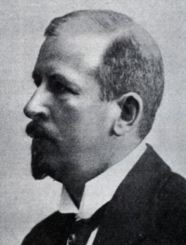
Carl Fredrik Kolderup.

Carl Fredrik Kolderup, född 6 december 1868 i Bergen, död där 1 november 1942, var en norsk geolog.
Kolderup var far till Niels-Henrik Kolderup.
Kolderup blev 1896 anställd vid Bergens museum, grundlade där en mineralogisk-geologisk avdelning, för vilken han blev föreståndare 1899, och inrättade 1905 vid Bergens museum den första seismologiska stationen i Norge. År 1914 blev han professor och direktör för Bergens museum. Kolderups geologiska arbeten behandlar Vestlandets geologi, såväl urberget som Old Red Sandstone på öarna norr om Bergen. Han analyserade även en stor del av de i början av 1900-talet inträffade jordskalven i Norge.